# B−L
B - L (oznaka {\displaystyle B-L\,}) je v fiziki osnovnih delcev  razlika med barionskim ( {\displaystyle B\,}) in leptonskim številom ({\displaystyle L\,}).